# Charaxes rogersi
Charaxes rogersi är en fjärilsart som beskrevs av Edward Bagnall Poulton 1919. Charaxes rogersi ingår i släktet Charaxes och familjen praktfjärilar. Inga underarter finns listade i Catalogue of Life.